# Alain Mikli
Alain Mikli SA ist ein französischer Hersteller von Brillen mit Sitz in Paris.
Sie wurde 1978 vom französischen Optiker Alain Miklitarian gegründet. Die Gesellschaft hat ihren Sitz in Paris auf der Rue de Campo Formio. Die Kollektionen aus dem Hause Mikli gehören zu den Luxusprodukten in der Optik und gelten seit der Gründung als provozierend und trendsetzend. Aktuell werden folgende zwei Hauptlinien vertrieben:
- Alain Mikli
- Starck Eyes

Hierbei besteht eine Kooperation mit dem französischen Objektdesigner Philippe Starck. Die Produkte tragen im Gegensatz zu Lizenzprodukten beide Namen. Eine frühere Kooperation mit dem japanischen Modeschöpfer Issey Miyake für eine gleichnamige Kollektion von Faltbrillen wird zurzeit nicht fortgeführt. Unter dem Namen „mikli Studio“ wurden weitere Kollektionen vermarktet, wobei das Unternehmen hier auch jungen Designern ihr Wissen für die Fertigung und den Vertrieb zur Verfügung stellte. Es handelte sich um:
- mikli (früher auch unter mikliparmikli bekannt)
- Vanessa & Mehdi
- Alyson Magee
- Delfina Delettrez
- Bless
- Jean-Paul Gaultier by mikli

Das Unternehmen beschäftigt weltweit etwa 300 Mitarbeiter und erzielt einen Jahresumsatz von circa sechzig Millionen Euro. Die Hauptabsatzmärkte sind Frankreich (Vertriebsgesellschaft mdf (mikli diffusion france)), Japan (mikli kk) und die Volksrepublik China sowie die Vereinigten Staaten (mikli ltd). mdf ist für den Vertrieb in ganz Europa außer den deutschsprachigen Ländern Deutschland, Österreich und Schweiz und Skandinavien zuständig. Für die erstgenannten Länder ist die „alain mikli schweiz AMS AG“ mit Sitz in Lupfig zuständig, Skandinavien wird von  „Noxe“ in Stockholm betreut.
Alain Mikli betreibt seit 1987 auch Einzelhandelsgeschäfte unter dem eigenen Namen. In diesen Boutiquen, die reguläre Optikgeschäfte sind, und von Philippe Starck entworfen und gebaut wurden, wurden neben den eigenen Brillen auch Accessoires und Kleidung sowie Taschen der Marke „alain mikli“ vertrieben. In Deutschland existiert seit 2001 ein eigener Markenstore auf der Königsallee in Düsseldorf. Der Berliner Store wurde 2011 an die Geschäftsführerin verkauft und in einen Shop-in-Shop umgewandelt.
Am 2. November 2012 wurde mit dem italienischen Brillenhersteller Luxottica ein Vertrag unterzeichnet, der die Übernahme von 100 % der Anteile der alain mikli Gruppe vorsieht. Die Übernahme der Firmengruppe durch den italienischen Hersteller erfolgte dann im Januar 2013. Die beiden Luxusmarken „alain mikli“ und „starck eyes“ werden mit zwei weiteren Luxusmarken des Luxottica-Konzerns „Oliver Peoples“ und „Paul Smith“ zu einer eigenen Businesseinheit mit Namen „Atelier“ zusammengefasst und von Los Angeles und Paris (für Europa) geführt.